# Alexandre VI
Alexandre VI és el nom que va adoptar Roderic Llançol i de Borja, conegut com a Roderic de Borja, en ser nomenat papa. Va nàixer a Xàtiva (actual comarca de la Costera, al País Valencià) el 31 de desembre de 1431, i morí a Roma l'any 1503. És el segon Papa xativí de la història, després del seu oncle Calixt III.

## A l'ombra del Papa Calixt
Era fill de Jofré Gil Llançol i Escrivà i la seva esposa i cosina Elisabet de Borja. El 1437 mor el pare i la família es trasllada a València. El 1452 és documentat a Bolonya com a estudiant de dret, i s'hi doctora el 1456. Un any abans, quan el seu oncle Alfons de Borja és escollit Papa de Roma, Roderic assumeix el cognom matern i des de llavors signa com Roderic de Borja.
Acabats els estudis, el papa Calixt III, oncle seu, el va fer cardenal i bisbe de València en un consistori secret el febrer del 1456. El 17 de setembre va ser nomenat vicecanceller de l'Església. Com que el títol de canceller corresponia al mateix Papa, en realitat, el jove cardenal Borja ocupava, de fet, el centre administratiu de la Santa Seu. Ja només abandonaria aquest càrrec per esdevenir ell mateix Papa. El 1458 Calixt III, també li va donar la seu cardenalícia de València.

## Cardenal Borja
A principi d'agost del 1458 el vell papa Calixt agonitza i la poderosa família romana dels Orsini, enemiga dels Borja, insta el poble romà a la persecució dels parents i compatriotes del papa, majoritàriament valencians, catalans i aragonesos. El seu fill gran, Pere Lluís, el favorit de Calixt ha de fugir precipitadament de Roma i intenta tornar a València però mor per causes que encara avui ens són desconegudes. Roderic es queda a Roma i té temps d'acompanyar els últims moments del seu oncle i de veure com el seu palau és incendiat per la multitud.
Malgrat les pressions no abandona Roma i resulta decisiu en el conclave que elegeix l'humanista Enea Silvio Picolomini amb el nom de Pius II. Després de nombroses votacions, Roderic s'aixeca i li dona el vot en veu alta, provocant-ne l'elecció. Pius II arriba al tron de Sant Pere amb l'obsessió de reconquerir Constantinoble, però no aconsegueix el suport dels prínceps cristians. Roderic l'acompanya com a canceller de l'Església en els seus viatges.
En un viatge a Siena contrau una malaltia venèria perquè segons el metge "no havia dormit només". En un altre viatge a Ancona el 1464, Pius II va morir. Els papes que surten en els conclaves de 1464, 1471 i 1484, Pau II, Sixt IV i Innocenci VIII, confirmen a Roderic en els càrrecs de vicecanceller i arriba a degà del col·legi cardenalici. És en aquests anys quan la seva influència a la Cúria romana comença a augmentar.
També és en aquesta època quan neixen els seus fills més coneguts de la seva relació quasi conjugal amb Vannozza Cattanei:
- Joan (1474)
- Cèsar (1476)
- Lucrècia (1480)
- Jofré (1482)

A més d'ells ja tenia tres fills de mares desconegudes: Pere Lluís, Jerònima i Isabel.
Durant el seu pontificat també va mantenir relacions amb Giulia Farnese, el germà de la qual va ser Papa amb el nom de Pau III.
Complint ordres de Sixt IV, viatja a València el 1472 on és rebut amb honors reials. En aquest viatge dona el vistiplau per avançat al casament del rei Ferran el Catòlic, de la Corona d'Aragó, amb la reina Isabel I de Castella, els reis catòlics. Quan torna a Roma comença a acumular títols i rendes eclesiàstiques, convertint-se en el cardenal més ric de la Cúria romana. També li compra a Ferran el Catòlic el ducat de Gandia i un contracte de matrimoni amb una cosina, per al seu fill Pere Lluís. La prematura mort d'aquest va fer que Joan heretés el ducat i el compromís matrimonial.

## Papa Alexandre

Detall d'un fresc de la Resurrecció de Pinturicchio, que mostra un retrat d'Alexandre VI

L'elecció de Roderic com a papa Alexandre VI, l'agost de 1492, té com a rerefons el trencament de l'equilibri polític italià a causa de la usurpació del ducat de Milà a mans de Ludovico il Moro. El conclave que ha d'elegir el successor d'Innocenci VIII està dividit entre els partidaris dels Sforza, representats pel cardenal Ascanio, germà del Moro, i Giuliano della Rovere, que tenia el suport dels francesos i a més a més era italià. Roderic té el suport dels espanyols i és el cardenal més ric, de manera que els que el votin poden comptar amb grans recompenses en títols, càrrecs i diners. Roderic no els va decebre.
Elegit papa l'11 d'agost de 1492 amb el nom d'Alexandre VI, dirigí una política encaminada a estendre els dominis territorials de l'Església i a afavorir les ambicions familiars. Intel·ligent home d'estat, va defensar sempre els interessos de l'Església, però també els de la seva pròpia família. El trencament de l'equilibri peninsular italià i l'amenaça externa de les corones d'Aragó i França, enfrontades pel domini del regne de Nàpols, expliquen bona part del joc polític fluctuant d'Alexandre. A més a més les lluites contra les poderoses famílies romanes, com els Orsini, enemics jurats dels Borja, van marcar el seu pontificat. Entre els enemics dels papa, hi havia també el cardenal Giuliano della Rovere, futur papa Juli II, que juntament amb els Orsini controlava alguns castells estratègics dels voltants de Roma, i Florència, on la família dels Medici havia estat expulsada per Girolamo Savonarola, frare dominic, que predicava en contra dels abusos dels Borja i que va instal·lar-hi una república de frares, a la pràctica aliada de França.
En un primer moment per no veure's rodejat a Roma, va aliar-se amb Milà i va casar Lucrècia amb Giovanni Sforza, cosí de la família milanesa, com a penyora de l'aliança. Quan el 1494 el rei francès Carles VIII va travessar Itàlia per ocupar Nàpols, Alexandre va refugiar-se a Sant'Angelo i va deixar-lo passar, sense confirmar-lo com a rei. Cal assenyalar que els papes tenien la potestat d'oferir la Corona de Nàpols al rei que consideressin oportú i en aquella època a Nàpols hi governava una branca dels Trastàmara de la Corona d'Aragó, descendents il·legítims d'Alfons el Magnànim.
Carles VIII va sortir de Roma enduent-se Cèsar Borja com a penyora de la lleialtat d'Alexandre, però a mig camí, Cèsar es va escapar i Carles va comprendre que darrere seu hi deixava un enemic. Llavors el Papa va crear una lliga en contra dels francesos i els va expulsar d'Itàlia.
Després de la derrota el papa va declarar la guerra als Orsini, però en aquella ocasió no en va sortir gaire ben parat, ja que els seus castells estratègics eren molt difícils d'ocupar i el seu fill Joan de Borja, nomenat gonfanoner dels exèrcits pontificis va resultar ferit. El 1497 va excomunicar Savonarola, que va ser cremat viu. Aquest gest tenia com a objectiu tallar el suport de Florència als francesos que el frare professava, però va semblar que Alexandre feia matar un home sant i just, només perquè predicava els seus excessos. Aquell any també va trencar les seves relacions amb els Sforza, que li havien donat l'esquena durant la invasió francesa i va forçar Giovanni Sforza a reconèixer que no havia pogut consumar el matrimoni amb Lucrècia i, per tant, facilitar-ne el divorci, per tal que la seva filla pogués tornar a ser penyora de la seva política exterior en futurs jocs d'aliances. Llavors es va aliar amb els reis de Nàpols, una línia il·legítima dels Trastàmara de la Corona d'Aragó, i va casar Jofré amb Sança d'Aragó i Lucrècia amb Alfons. Aquell any Joan Borja va morir assassinat i el seu cos va ser llençat al Tíber.
Alexandre va sentir molt la pèrdua dels seu fill predilecte i es va tancar a les seves habitacions i es va negar a menjar durant uns quants dies, però va decidir no buscar culpables, ja que molts acusaven Cèsar de l'assassinat, i va promoure una reforma de la moral eclesiàstica que per falta de temps i diners no es va dur mai a terme.

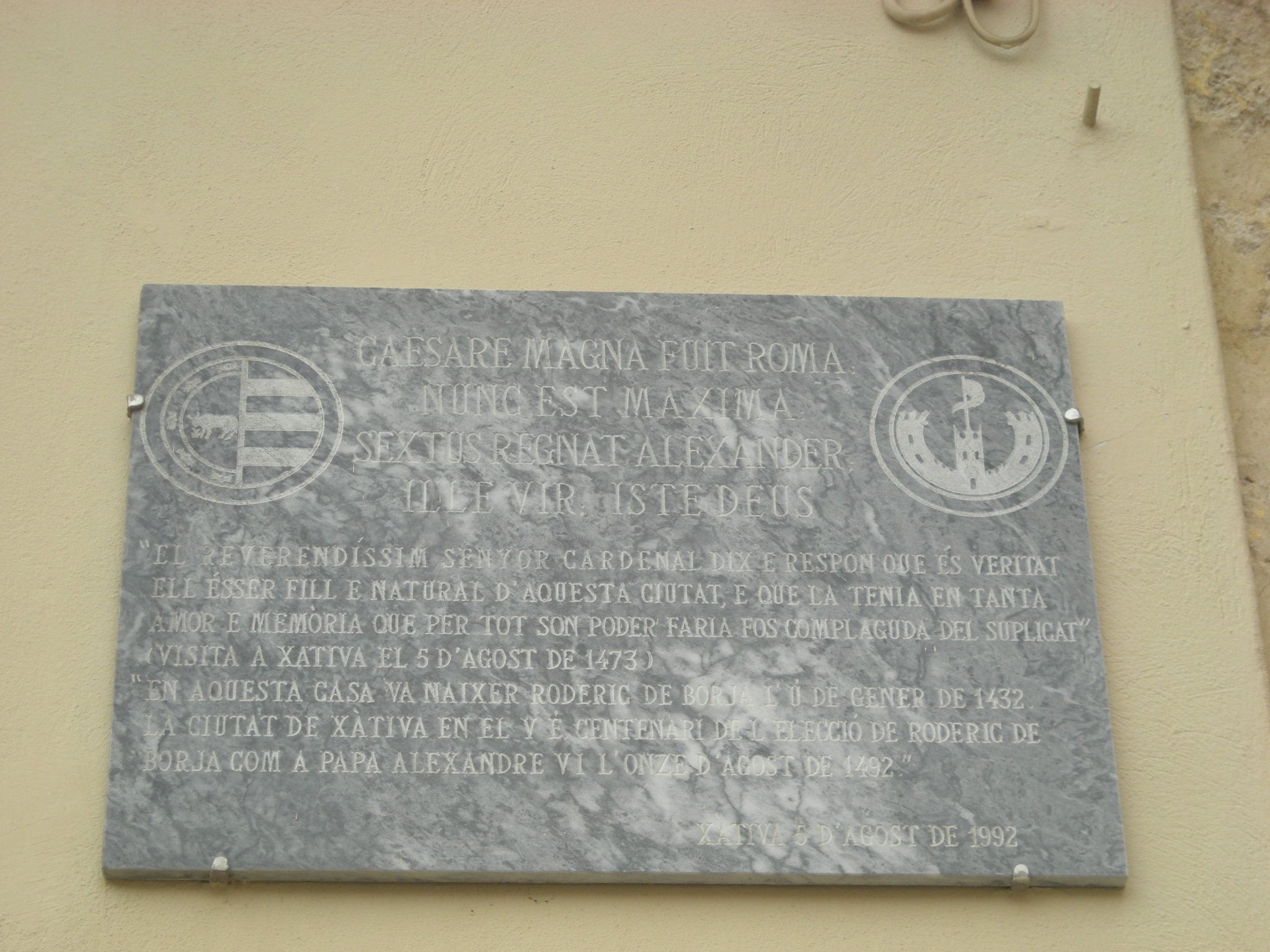
Placa commemorativa en la casa natal d'Alexandre VI a Xàtiva

Amb la mort del seu germà gran, Cèsar va penjar els hàbits i el capel cardenalici i va ocupar el lloc del seu germà com a gonfanoner dels exèrcits pontificis.
Una nova invasió francesa, a les ordres de Lluís XII, va fer que es trenquessin les relacions amb Nàpols i Cèsar va ordenar a un dels seus capitans, Miquelet Corella, que executés Alfons, gairebé davant de la seva germana Lucrècia i Sança, per la seva banda, va ser empresonada al Castell de Sant'Angelo.
El preu del papa per aliar-se amb els francesos va ser autoritzar el divorci de Lluís XII perquè aquest es pogués casar amb Anna, duquessa de Bretanya i poder-se quedar amb el poderós ducat. A canvi, Cèsar va casar-se amb Carlota d'Albret, cosina del rei francès, i obtenia el títol de duc de Valentinois. Amb l'ajuda de l'exèrcit francès Cèsar va conquerir i sotmetre els primers territoris a la Romanya, que pretenia convertir en un regne per ell mateix, amb el suport de Lluís XII i del seu pare.
Alexandre, mentrestant, va embargar els territoris i els béns dels Savelli i els Colonna, per tal de finançar les campanyes del seu fill i per donar territoris per als seus nets. Llavors va arribar l'hora de la venjança contra els Orsini, que van ser excomunicats i perseguits per tot Roma.
Quan Ferran el Catòlic va enviar els veterans de la guerra de Granada, comandats per Gonzalo Fernández de Córdoba, el "Gran Capità" a Nàpols, els francesos no ho van resistir i van ser-ne expulsats. Mentre Cèsar preparava un altre canvi d'aliances, Alexandre VI va morir.

## La Família Borja

Desiderando nui, 1499

Per contrarestar els cardenals contraris i per tal d'aconseguir fons per subvencionar, entre d'altres, les campanyes militars del seu fill Cèsar, Alexandre opta per crear cardenals afins, la majoria procedents de la Corona d'Aragó:
- El 31 d'agost de 1492, al seu nebot, Joan Borja, arquebisbe de Monreale, a Sicília.
- El 20 de setembre de 1493, al seu fill Cèsar de Borja, arquebisbe de València i a Alessandro Farnese, futur papa Pau III (1534-1549).
- El 19 de febrer de 1497, a Joan Llopis, bisbe de Perusa, i a Joan de Borja-Llançol de Romaní, bisbe de Melfi.
- El 28 de setembre de 1500, a Pere Lluís de Borja-Llançol de Romaní, germà de l'anterior, cap de l'orde de Sant Joan de Jerusalem i nou arquebisbe de València, Jaume Serra (futur abat comendatari de Ripoll), arquebisbe d'Oristà, a Sardenya, i a Francesc de Borja, arquebisbe de Cosenza.
- El 31 de maig de 1503, a Francesc de Lloris (un altre abat comendatari de Ripoll), bisbe d'Elna.

Pel que fa als seus fills:
- Pere Lluís va esdevenir el primer duc Borja de Gandia, però va morir prematurament el 1488.
- Gerònima i Isabel les va casar amb nobles romans.
- Joan va ser el segon duc Borja de Gandia, es va casar amb una cosina de Ferran el Catòlic, Maria Enríquez. Acostumat a l'ambient de Roma, hi va tornar i va ser nomenat gonfanoner o comandant dels exèrcits pontificis. Va morir assassinat el 1497 i el seu cadàver va ser trobat al fons del Tíber. Alguns apunten al seu germà Cèsar, altres a una venjança dels Orsini, contra Alexandre VI, ja que era el seu fill preferit.
- Cèsar va ser nomenat cardenal i arquebisbe de València, però la vida eclesiàstica no li va agradar i va penjar els hàbits. Es va casar amb la cosina del rei de França i va substituir el seu germà Joan en el comandament de l'exèrcit del papa.
- Lucrècia es va casar diverses vegades, com a penyora de les aliances del seu pare. Primer amb Joan Sforza, després amb Alfons d'Aragó (fill il·legítim d'Alfons II de Nàpols), que va ser assassinat per Cèsar. Finalment es va casar amb Alfons d'Este, duc de Ferrara.
- Jofré va casar-se molt jove amb Sança d'Aragó (filla il·legítima d'Alfons II de Nàpols, germana de sang d'Alfons), com a mostra d'aliança entre la Santa Seu i Nàpols, i va aconseguir el títol de príncep de Squillace.

Els nets d'Alexandre, a qui la gent anomenava I duchetti, els duquets, haurien heretat ducats confiscats pel papa o conquerits per Cèsar, però amb la mort de l'avi, es van quedar sense res i Lucrècia es va encarregar de la seva manutenció.

## Llegat

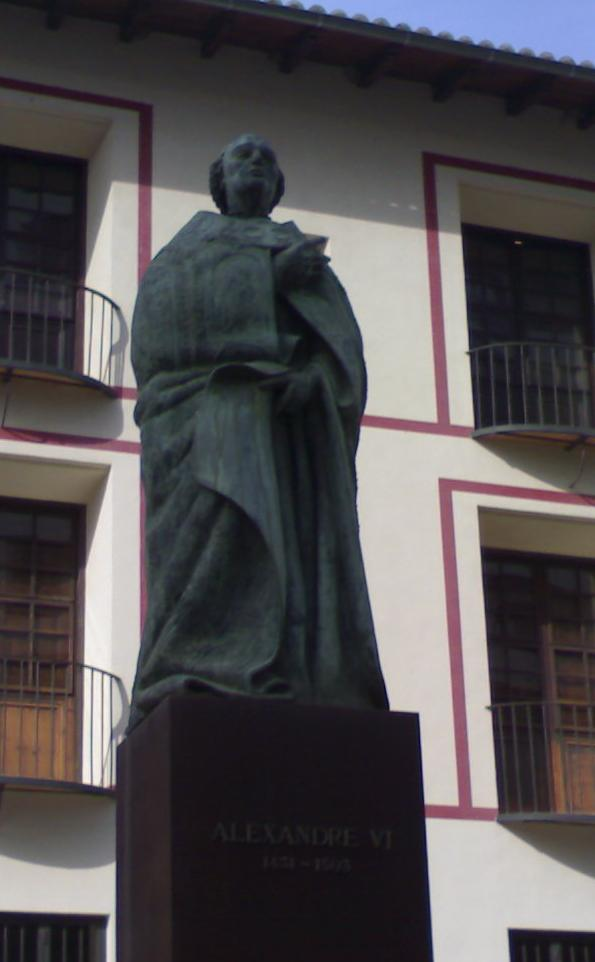
Escultura d'Alexandre VI a Gandia

Alexandre fou l'encarregat de legalitzar el matrimoni de Ferran el Catòlic i Isabel de Castella, i assenyalà, el 1493, el límit entre les descobertes portugueses i castellanes amb les Butlles Alexandrines.
Va rebre crítiques dels Reis Catòlics, a qui el mateix papa havia concedit aquest títol, perquè acollia els jueus expulsats d'Espanya, la majoria dels quals eren de la Corona d'Aragó. Fins i tot avui, la via principal del call de Roma es diu Via Catalana.
Va protegir algunes Universitats i s'envoltà d'humanistes, que premiava amb dignitats o amb càrrecs a la seva cúria, però va destacar sobretot pel mecenatge artístic: Raffaello Santi, Miquel Àngel Buonarroti i Bernardino di Betto, anomenat Pinturicchio van treballar per a ell.
Va fer construir quan era canceller el primer palau d'aire renaixentista, avui nomenat Sforza-Cesarini o Cancelleria Vecchia.
Reprimí l'heretgia i el fanatisme i s'envoltà d'una cort fastuosa.
Va reformar el castell de Sant'Angelo, convertint-lo en una fortalesa i una presó.
Va fer-se construir uns apartaments sumptuosos al Vaticà, decorats amb frescos de Pinturicchio.
Els Reis Catòlics li van enviar el primer or que van trobar a Amèrica, que ell va utilitzar per decorar el sostre de Santa Maria Maggiore, on encara s'hi poden apreciar una sèrie de llunetes amb el bou de l'escut d'armes dels Borja.

## Mort
Va morir, probablement d'apoplexia, durant una epidèmia de malària a Roma, el 18 d'agost de 1503 i va córrer el rumor que s'havia enverinat en lloc d'un cardenal que pretenia enverinar. El seu cadàver va ser finalment traslladat a l'església romana de Santa Maria de Montserrat, on reposa al costat de les despulles de Calixt III. La fantasia popular va fer córrer que el diable mateix havia enviat mones alades per emportar-se'n l'ànima a l'Infern, en compliment del pacte que havia fet amb ell.
La seva figura, molt controvertida, com la dels altres Borja, ha quedat com a símbol de la depravació papal renaixentista:
| «                                     | (...) a été sur la terre la moins imparfaite incarnation du diable. | » |
| — Stendhal, transcrit per Joan Fuster |                                                                     |   |